# 马边玄参
马边玄参（学名：Scrophularia mapienensis）为玄参科玄参属下的一个种。

## 扩展阅读
- 維基物種上的相關：马边玄参